# Callithomia agrippina
Callithomia agrippina är en fjärilsart som beskrevs av William Chapman Hewitson 1863. Callithomia agrippina ingår i släktet Callithomia och familjen praktfjärilar. Inga underarter finns listade i Catalogue of Life.